# Eerie número 35
El número 35 de "Eerie" se publicó en septiembre de 1971, con el siguiente contenido:
- Portada de Enrich Torres.
- Retribution, 6 p. de Gardner Fox & Steve Englehart/Steve Englehart
- The Comet’s Curse!, 6. p. de Buddy Saunders/Frank Brunner
- The Tower Of The Demon Dooms!, 9 p. de Gardner Fox/Mike Ploog
- "Estoy muerto, Egipto, muerto" ("I am Dead, Egypt, Dead"), 8 p. de Douglas Moench/Víctor de la Fuente: Tras descubrir una tumba intacta del Antiguo Egipto, los arqueólogos James Peters y Diana Travis deciden deshacerse del tercero de ellos, Raymond Wilkins, para poderse repartir el tesoro, así que James se disfraza de momia para darle un susto de muerte a Wilkins en plena noche.
- Cats And Dogs, 7. p. de Bill DuBay/Jerry Grandenetti
- Money, 9 p. de Sanho Kim